# پمپ کلیتورال
پمپ چوچوله یک اسباب بازی جنسی است که برای ایجاد لذت جنسی حاصل مکش و افزایش جریان خون در چوچوله یا لبه واژن طراحی شده‌است. این دستگاه برپایه دستگاه‌هایی که به منظور بزرگ‌کردن کیر یا درمان اختلال نعوظ که در نخستین سال‌های دهه ۱۹۰۰ میلادی ساخته می‌شدند، توسعه داده شد.
می‌توان از پمپ چوچوله بر روی چوچوله، غلفه کس، لبه‌های کوچک و بزرگ کس، کل ناحیه دستگاه تناسلی زنانه و در برخی موارد، نوک پستانها بهره برد. پمپ چوچوله را می‌توان همچون پمپ کیر برای اثر موقتی، پیش از یا در حین خودارضایی و فعالیت جنسی استفاده کرد. پمپ چوچوله به گونه ای طراحی نشده‌است که بر دهانه واژن یا داخل واژن اعمال شود؛ زیرا ممکن است باعث آسیب در این نواحی شود.

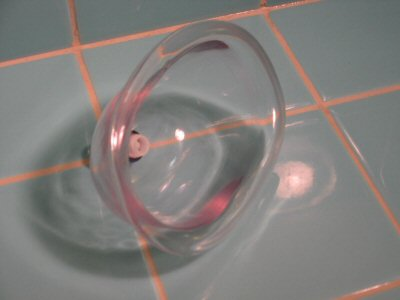
یک نمونه پمپ چوچوله: پمپ لبه‌ای

بهره‌گیری از پمپ چوچوله تنها به‌جهت لذت جنسی نبوده و اغلب توسط پزشکان برای درمان مشکلات جنسی مرتبط با آنورگاسمی در زنان توصیه می‌شود. با استفاده منظم از دستگاه می‌توان جریان خونی را که به دستگاه تناسلی سرازیر می‌شود، بهبود بخشید. 

## ساختار و نحوه کار
پمپ چوچوله معمولاً از یک سیلندر (فنجان) و پمپ دستی (پمپ فشرده‌سازی دستی) متصل به یک لوله تشکیل شده‌است. سیلندر می‌تواند گرد یا بیضی شکل باشد و بسته به اندازه ناحیه تحریک شونده در اندازه‌های مختلف موجود است. گونه‌های کوچکتر تنها برای مکیدن سر چوچوله در نظر گرفته شده‌است.
برای استفاده از دستگاه، می‌بایست سیلندر را در جلو چوچوله قرار داد تا یک خلاء توسط عمل پمپ دستی بین پوست و دستگاه ایجاد شود. اثر مکیدن باعث افزایش حجم چوچوله در اثر افزایش فشار خون و پوست می‌شود. پمپ دستی امکان کنترل کامل اثر را فراهم می‌کند و هر لحظه می‌توان با آزاد کردن شیر اطمینان روی لوله، آن را متوقف کرد.
گونه‌های خاصی از پمپ‌های دستی وجود دارد اما در بیشتر موارد این پمپ‌ها از یک پمپ لاستیکی و یک لوله متصل شده به سیلندر تشکیل شده‌است.

## مواد
به‌طور معمول سیلندرها از مواد نرم انعطاف‌پذیر مانند ژل، سیلیکون، لاستیک طبیعی یا ترکیبی از این مواد ساخته می‌شوند. فنجان‌های ساخته شده از مواد انعطاف‌پذیر، خوشایندتر از پلاستیکهای سخت هستند. .

## گونه‌ها
سه گونه پایه‌ای از پمپ‌های چوچوله وجود دارد:
- پمپ‌های ساده. این گونه در واقع یک وسیله ساده است که شامل یک فنجان یا سیلندر و یک پمپ دستی است که با یک لوله لاستیکی به فنجان متصل است.
- پمپ‌های دارای تیزر داخل سیلندر. سیلندر این مدل به تیزرهای مخصوص چوچوله مجهز است. این سیلندرها شامل سنبله‌های کوچک یا برجستگی‌های داخل آن است و طوری طراحی شده‌اند که تحریک را شدیدتر کنند. غلاف‌های پارچه‌ای می‌توانند قابل تعویض باشند.
- پمپ‌های لرزشی. این مدل با استفاده از گلوله ای لرزاننده در داخل سیلندر و کار با کنترل‌کننده جداگانه، یک اثر شدید ایجاد می‌کند. در بیشتر موارد گلوله ارتعاشی قابل جدا شدن است.